# Polygonatum geminiflorum
Polygonatum geminiflorum là một loài thực vật có hoa trong họ Măng tây. Loài này được Decne. mô tả khoa học đầu tiên năm 1844.